# Pui (Hunedoara)
Pui è un comune della Romania di 4 475 abitanti, ubicato nel distretto di Hunedoara, nella regione storica della Transilvania.
Il comune è formato dall'unione di 12 villaggi: Băiești, Federi, Fizești, Galați, Hobița, Ohaba-Ponor, Ponor, Pui, Râu Bărbat, Rușor, Șerel, Uric.